# Esquirol d'orella tacada
L'esquirol d'orella tacada (Callosciurus adamsi) és una espècie de rosegador de la família dels esciúrids. Viu als estats malaisis de Sabah i Sarawak. El seu hàbitat natural són els boscos de dipterocarpàcies, tant a les planes com als turons. Està amenaçada per la tala d'arbres i la transformació del seu entorn per a usos agrícoles.
El nom específic d'aquest esquirol li fou assignat en honor de C. D. Adams, un funcionari de Borneo.